# FOXP2
FOXP2 با عنوانِ کاملِ پروتئین پی ۲ جعبهٔ سرچنگالی (انگلیسی: Forkhead box protein P2) یک پروتئین است که در انسان توسط ژن «FOXP2» کُدگذاری می‌شود. این ژن نام‌های دیگری چون «CAGH44»، «SPCH1» یا «TNRC10» هم دارد و جهت تکامل صحیح قدرت تکلم و یادگیری زبان در انسان ضروری است.. این ژن در بسیاری از مهره‌داران دیگر نیز وجود دارد و در آنها، نقش مهمی در ایجاد ارتباط (به‌عنوانِ مثال ایجاد آوای پرندگان) ایفا می‌کند.
FOXP2 نخستین ژنی است در ارتباط با زبان و کلام کشف شد. این ژن بر روی بازوی بلند کروموزوم ۷ واقع شده و در مغز، قلب، ریه‌ها و رودهٔ جنین و انسان بالغ بیان می‌شود. هم‌ساخت‌های دیگری از این ژن در سایر پستانداران یافت شده و نقشهٔ ژنی کامل آن در دست است. این ژن در جنس مؤنث فعال‌تر از جنس مذکر است و این موضوع شاید دلیلی برای مهارت‌های بیشترِ یادگیریِ زبان در خانم‌ها (نسبت به مردان) باشد.
در انسان، جهش در این ژن سبب بروز اختلالات شدید گفتاری و کلامی می‌شود. از آنجایی که نسخه‌های مشابهی از این ژن در مهره‌داران دیگر وجود دارد، بررسی‌های انجام شده بر روی آن در موش‌ها و پرنده آوازخوان نشان داده‌است که وجود این ژن برای انعطاف‌پذیری مدارهای عصبی مغز ضروری است. جدای از مغز، حضور این ژن برای تکامل طبیعی روده‌ها و قلب هم لازم است.
FOXP2 به «ژنِ زبان» شهرت دارد؛ اما باید توجه داشت که ژن‌های مهم دیگری در تکامل کلامی و زبان انسان نقش دارند که از آن میان می‌توان به CNTNAP2، CTBP1 و SRPX2 اشاره کرد.
ژن FOXP2 در انسان و شامپانزه تنها در ۲ اسید آمینه با هم تفاوت دارند، اما تنها یکی از این تفاوت‌های دوگانه، خاصِ بشر است.

## اهمیت بالینی
چندین ناهنجاری را به ژن FOXP2 نسبت داده‌اند. شایع‌ترین نوع جهش در این ژن موجب بروز نوعی اختلال گفتاری موسوم به دیس‌پراکسی کلامی تکاملی (DVD) می‌شود که در اثر جابه‌جایی کروموزومی در ناحیهٔ 7q31.2 رخ می‌دهد. یک جهش بدمعنی که سبب جایگزینی آرژنین با هیستیدین (R553H) در دومین متصل‌شونده به دی‌ان‌ای می‌شود، موجب بروز نوعی اختلال گفتاری-کلامی به نام KE می‌گردد.
چندین نمونه از دیس‌پراکسی کلامی تکاملی در انسان را با ژن FOXP2 مربوط دانسته‌اند. این افراد هیچگونه مشکل شناختی-هوشی ندارند، اما قادر به هماهنگ‌سازی حرکات اندامی و عضلانیِ ضروری برای حرف زدن و تکلم نیستند. بررسی‌های انجام شده توسط اف‌ام‌آرآی نشان می‌دهند که نواحی بروکا و پوتامن در این افراد، فعالیت کمی دارد.
دانشمندان همچنین، مشغول بررسی احتمال ارتباط این ژن و اختلال اوتیسم هستند و یافته‌های متفاوتی (مثبت و منفی) با این ژن گزارش شده‌است.